# Through Jealous Eyes
Through Jealous Eyes è un cortometraggio muto del 1911 diretto da Harry Solter e prodotto dalla Lubin.

## Trama
Una madre gelosa si dimostra insofferente all'affetto che il marito dimostra nei confronti della futura nuora.

## Produzione
Il film fu prodotto dalla Lubin Manufacturing Company.

## Distribuzione
Distribuito dalla General Film Company, il film - un cortometraggio in una bobina - uscì nelle sale statunitensi il 17 agosto 1911.